# Painkiller (album de Judas Priest)
Painkiller este cel de al doisprezecelea album de studio al formației britanice de heavy metal Judas Priest. A apărut în septembrie 1990 sub forma de disc de vinyl, caseta audio și compact disc și este certificat cu discul de aur. A fost înregistrat în studiourile Miraval din Brignoles, Franța.
Este primul album cu bateristul Scott Travis, care l-a înlocuit pe Dave Holland. Pe data de 20 februarie 1991 albumul a fost nominalizat la categoria Best Metal Performance la cea de a 33-a editie a premiilor Grammy.

## Titlurile pieselor
1. "Painkiller"
2. "Hell Patrol"
3. "All Guns Blazing"
4. "Leather Rebel"
5. "Metal Meltdown"
6. "Night Crawler"
7. "Between The Hammer & The Anvil"
8. "A Touch Of Evil"
9. "Battle Hymn"
10. "One Shot At Glory"